# Томашевський Олег Володимирович
Олег Володимирович Томашевський (нар. 15 березня 1970, Київ, УРСР) — радянський та український футболіст та тренер, виступав на позиції захисника. На даний час — тренер з фізичної підготовки чернігівської «Десни».

## Кар'єра гравця
Вихованець київського СКА, перший тренер — С. Качкаров. Починав футбольну кар'єру в аматорському колективі «Сула» (Лубни). Перший матч у чемпіонаті України зіграв у складі черкаського «Дніпра» проти «Десни» (0:1). Наступні 4 сезони грав за команди нижчих дивізіонів «Антрацит», «Сіріус» і «Нива-Космос».
У 1996 році перейшов у російську команду «Автозапчастина» (Баксан). Три сезони провів у складі клубу Першої ліги «Спартак» (Нальчик). У 2000 році виступав за аматорські команди «Дніпро» (Київ) і «Спартак» (Анапа). У 2001-2004 роках грав у Вищій лізі чемпіонату Казахстану в складі клубів «Есіль» (Кокшетау) і «Шахтар» (Караганда). У 2005 році став гравцем команди «Семей» (Семипалатинськ), яка за результатами сезону посіла друге місце в Першій лізі чемпіонату Казахстану.

## Кар'єра тренера
Після завершення кар'єри гравця працював у ДЮФШ і селекційній службі київського «Динамо». У липні 2011 року був запрошений до тренерського штабу «Десни», який очолював Олександр Деріберін, на посаду помічника головного тренера. З 2012 року працював тренером з фізичної підготовки.

## Досягнення

### Як гравця
«Антрацит» (Кіровське)
- Перехідна ліга чемпіонату України
  -  Бронзовий призер (1): 1992/93

«Сіріус» (Жовті Води)
- Перехідна ліга чемпіонату України
  -  Чемпіон (1): 1993/94

«Семей» (Семипалатинськ)
- Перша ліга чемпіонату Казахстану
  -  Срібний призер (1): 2005

### Як тренера
«Десна»
- Перша ліга чемпіонату України
  -  Срібний призер (1): 2016/17

- Друга ліга чемпіонату України
  -  Чемпіон (1): 2012/13